# 魏复盛
魏复盛（1938年11月9日—），四川简阳人，中国环境工程学家。1964年毕业于中国科学技术大学化学系，后留校任教。1983年5月调入中国环境监测总站，历任分析研究室主任、监测总站副站长、研究员、总工程师。1997年当选中国工程院院士。他是第十届全国人大常委。

## 荣誉
- 获2项国家科技进步二等奖
- 获3项部级科技进步二等奖
- 2010年获光华工程科技奖
- 出版十余部专著，发表200余篇论文